# María del Carmen Avendaño López
María del Carmen Avendaño López (El Bonillo, Albacete, 26 de marzo de 1942) es una doctora en farmacia española y académica de número de la Real Academia Nacional de Farmacia.

## Biografía
Se graduó como licenciada en farmacia en la Universidad Complutense de Madrid. Consiguió la cátedra de química orgánica en 1986. Fue directora del departamento de Química Orgánica y Farmacéutica de la Universidad Complutense de Madrid e impulsora de la química farmacéutica como disciplina científica.
Su investigación estuvo principalmente enfocada en la síntesis, reactividad y actividad biológica de compuestos heterocíclicos. Fue responsable de un grupo de investigación que desarrolló proyectos Comisión Interministerial de Ciencia y Tecnología (CICYT), PETRI y el Fondo Europeo de Desarrollo Regional (FEDER). Colaboró con diversos laboratorios farmacéuticos como Lilly, PharmaMar, Biomar y SmithKline Beecham. Formó parte de la Comisión Científica de Plan Farma del Ministerio de Industria, Energía y Turismo para el fomento de la investigación en la industria farmacéutica (1993-2001) y del plan del 2002.
Se convirtió en miembro de la Real Academia Nacional de Farmacia con la medalla número 47, así como de la Sociedad Española de Química Terapéutica y de la Royal Society of Chemistry.

## Obra
- Introducción a la Química Farmacéutica (Coordinadora y coautora de la 1ª edición de 1993 y la 2ª edición de 2001). McGraw-Hill Interamericana.
- Ejercicios de Química Farmacéutica, junto a Emilio F. Llama, José Carlos Menéndez, Carmen Pedregal y Mónica M. Söllhuber (1997). McGraw-Hill Interamericana.
- El poder de la química. Como se transforma la información a nivel molecular en fármacos innovadores (2003). Instituto de España.[5]
- Medicinal Chemistry of Anticancer Drugs, junto a José Carlos Menéndez (primera edición, 2008; segunda edición, 2015; tercera edición, 2023). Elsevier.
- Repercusión de la síntesis química en la investigación y desarrollo de nuevos fármacos (2000).[6]
- Medicamenta non mella: los efectos secundarios de los fármacos.[7]
- Los productos naturales en la búsqueda de nuevos fármacos. Una visión de conjunto.[8]